# Adem Bereket
Adem Bereket wcześniej Adam Barachojew (ros. Адам Барахоев; ur. 19 lipca 1973 we Władykaukazie) – rosyjski i od 1999 roku turecki zapaśnik inguskiego pochodzenia. Brązowy medalista olimpijski z Sydney.
Walczył w stylu wolnym, w kategorii wagowej od 74 do 76 kg w czasie kariery. Igrzyska w 2000 roku były na razie jego jedynymi w karierze. Jako reprezentant Turcji zdobył brązowy medal w 1999 roku. Zdobył również wicemistrzostwo Europy w 2000 roku. Jako reprezentant Rosji zajął drugie miejsce w Pucharze Świata w 1996 i czwarte w 1997. Uniwersytecki wicemistrz świata w 1996 roku.